# Assedio di Norimberga
L’assedio di Norimberga, fu una battaglia che ebbe luogo nel 1632 presso la città imperiale di Norimberga nel corso della guerra dei trent'anni.
Nel 1632, piuttosto che fronteggiare l'esercito imperiale guidato da Albrecht von Wallenstein, numericamente superiore, re Gustavo Adolfo di Svezia ordinò una ritirata tattica verso la città imperiale di Norimberga. L'esercito di Wallenstein immediatamente iniziò a porre assedio alla città, affamando le truppe svedesi.
Per gli imperiali fu complesso mantenere l'assedio per la grandezza la città che rendeva complesso controllare completamente tutti i tratti di mura cittadini. Nell'accampamento di Wallenstein erano presenti 120 000 soldati, 50 000 cavalli, 15 000 donne e 15 000 servitori. Anche i rifornimenti giungevano con difficoltà.
Gustavo Adolfo era in attesa di quattro reggimenti sassoni e truppe dal Reno pari a 50 000 uomini e 6000 cannoni a rafforzare le sue truppe.
A causa delle cattive condizioni igieniche e dalle prime avvisaglie di pestilenze (tifo esantematico e scorbuto) oltre alla mancanza di rifornimenti di cibo adeguati, entrambe le parti soffrirono pesantemente di questo scontro. Per provare a spezzare il fronte, le truppe al comando di Gustavo Adolfo attaccarono le trincee degli imperiali in quella che fu la Battaglia dell'Alte Veste ma non riuscirono a far breccia. L'assedio si concluse infine dopo undici mesi quando gli svedesi decisero di ritirarsi. I morti, di fame, malattia e per le ferite di guerra, furono circa 10 000 tra gli abitanti della città di Norimberga, 20 000 tra gli svedesi e 20 000 tra gli imperiali.

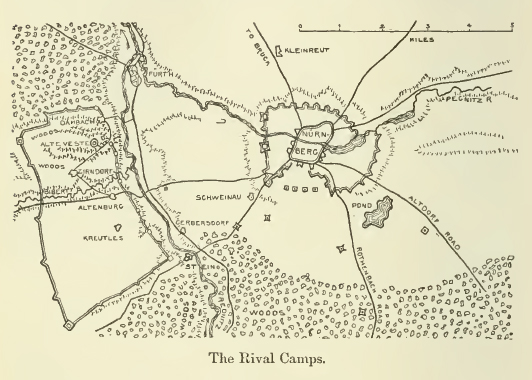